# Українська кіноасоціація
Українська Кіноасоціація (УКА) (англ. Ukrainian Motion Picture Association (MPA)) — фахове неприбуткове відкрите об'єднання продюсерів телебачення і кінематографії, що представляє інтереси галузі виробництва аудіовізуального контенту України. Засноване 25 січня 2012 року.

## Мета
Одним з основних завдань УКА є створення сприятливих умов для вітчизняної індустрії, разом, у співпраці, з органами державної влади та представниками міжнародних структур. Заснована 25 січня 2012 року. Виконавчий директор Асоціації — Вікторія Ярмощук.

## Діяльність
- У липні 2016 року разом з ініціативою #КіноКраїна презентовано ресурс кращих місць для зйомок в Україні — location4film.com.ua[недоступне посилання]. Ресурс доступно та наглядно показує всі красоти української землі потенційним співавторам та кінематографістам.
- 22 вересня 2016 року в рамках Міжнародного форуму KYIV MEDIA WEEK відбувся Круглий стіл «Столиця України — столиця кіно: нові можливості та перспективи кінематографічного Києва» за участю представників столичної влади та ключових гравців ринку кіновиробництва з метою створення київської кінокомісії. Завдяки подібним органам європейські міста успішно залучають інвестиції, активізуючи всі суміжні сектори економіки[4].
- 4-6 грудня 2016 року вперше в Україні відбувся майстер-клас відомої американської кіношколи New York Film Academy (NYFA), організований FILM.UA Факультет та Українською Кіноасоціацією. Майстер-клас був представлений двома інтенсивами по сценарній майстерності та продюсуванню.